# Eerste Oorlog tussen Mysore en de Britten

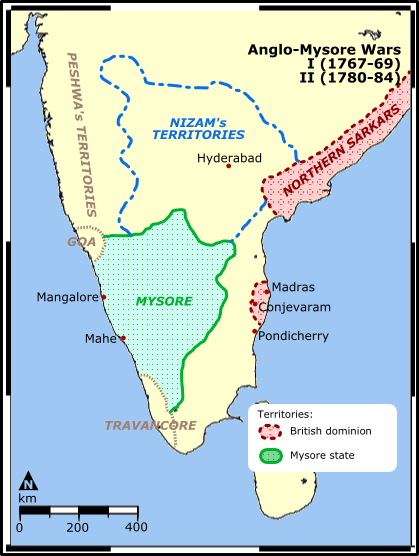
Het zuiden van India tijdens de Eerste en Tweede oorlog tussen Mysore en de Britten.

De Eerste Oorlog tussen Mysore en de Britten (1767-1769) was een gewapend conflict tussen het koninkrijk Mysore onder sultan Haider Ali en de Britse East India Company. De Britten vielen in 1767 Mysore binnen. Daarop leidde Haider Ali veldtochten door onder Britse invloed staande gebieden langs de Indische oostkust (de Carnatic en de zogenaamde "noordelijke Circars"). Hoewel het Haider Ali niet lukte de Britten een definitieve nederlaag te bezorgen was het vredesverdrag van 1767 alleszins in het voordeel van Mysore.

## Aanleiding
Haider Ali was een militair van Afghaanse of Perzische afkomst die in 1761 in Mysore aan de macht gekomen was door de radja en zijn ministers van de troon te stoten. Met behulp van Franse huurlingen had hij een in moderne strijdtechnieken getrainde strijdmacht opgebouwd en grote delen van het zuiden van India veroverd. Haider Ali's expansionisme vormde een bedreiging voor de nawab van Arcot. Sinds de Britse overwinning in de oorlogen om de Carnatic (1744-1763) was dit Muhammad Ali Wallajah, een vazal van de Britten. Haider Ali verleende een oudere broer en potentiële rivaal van de nawab onderdak aan zijn hof.

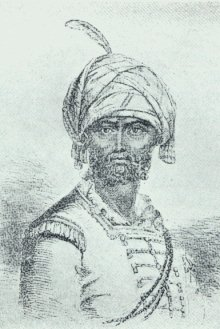
Haider Ali

In 1766 viel Haider Ali bovendien de gebieden langs de Malabarkust binnen, waar de Britten handelsposten in Tellicherry en Anjengo hadden. Haider bedreigde daarmee de Britse controle over de lucratieve peper- en specerijenhandel in het gebied. Haider stelde de Britten voor een bondgenootschap te sluiten tegen de Mogols (Haiderabad) en de Maratha's, maar deze gingen daar niet op in.
Ook de nizam van Haiderabad, Asaf Jah II, en de peshwa van de Maratha's, Madhav Rao, zagen in Mysore een bedreiging. De nizam en de Maratha's waren aartsvijanden, maar leken bereid de onderlinge twist tijdelijk bij te leggen. De nizam verachtte de Britten, omdat deze in 1763 gebied langs de kust van de Golf van Bengalen, dat bekendstond als de noordelijke Circars, hadden ingenomen op de Fransen. De noordelijke Circars behoorden voorheen tot het gebied van de nizam. Bij een verdrag in 1766 werd afgesproken dat de Britten de nizam een jaarlijkse schatting voor de gebieden zouden betalen, maar de nizam voelde zich desondanks bekocht. De drie partijen sloten een ongemakkelijk bondgenootschap en spraken af Haider Ali gezamenlijk aan te vallen.

## Verloop
In januari 1767 waren het de Maratha's die als eersten de aanval kozen en het noorden van Mysore binnenvielen. In een serie korte gevechten werden Haiders troepen verslagen. De Maratha's kwamen tot aan de rivier de Tunghabadhra voordat Haider Ali besloot het probleem met omkoping op te lossen. In ruil voor 300.000 rupees beloofde Madhav Rao zich terug te trekken ten noorden van de rivier de Krishna en zich verder afzijdig te houden.
Ondertussen was de nizam van Haiderabad opgerukt tot Kaveripatnam, waar de Britse luitenant-kolonel Charles Tod zich in april 1767 bij hem aan verwachtte te sluiten. In plaats daarvan ontdekte Tod dat de nizam onderhandelingen met Haider Ali was begonnen en besloten had over te lopen. De gezamenlijke strijdmacht van de sultan en de nizam trok in augustus 1767 door de Carnatic en Haider Ali's zeventienjarige zoon Tipu Sultan plunderde de buitenwijken van Madras. De Britse bevelhebber, kolonel Joseph Smith, wist de invallers tot staan te brengen met overwinningen bij Changama (3 september) en Tiruvannamalai (26-27 september). Haider Ali belegerde Amboor in november-december, maar werd verdreven door Smith.

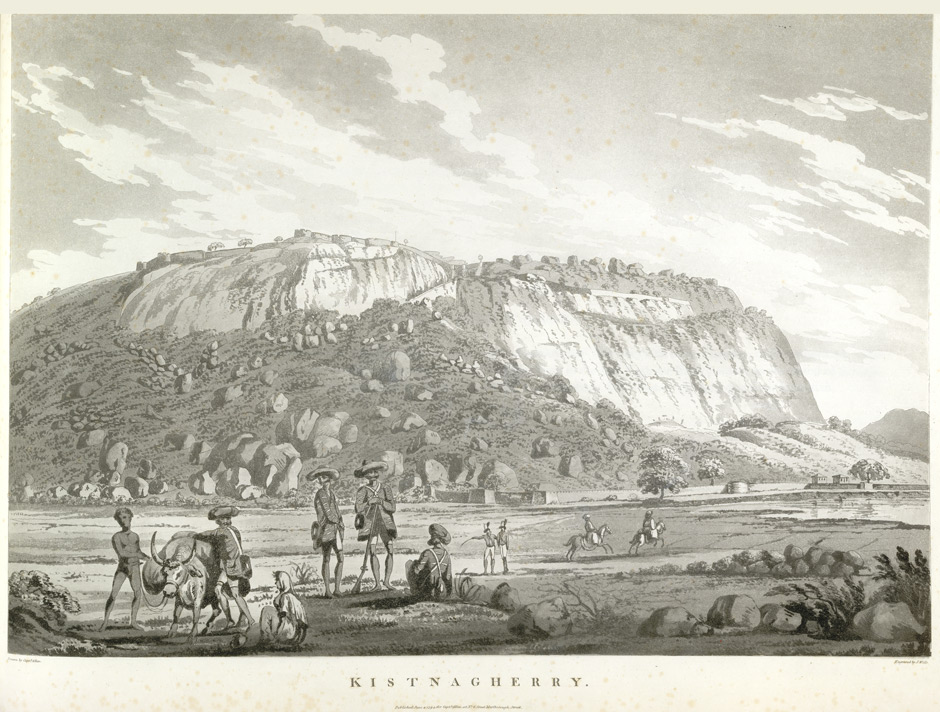
Het fort van Krishnagiri werd in 1768 belegerd en kortstondig ingenomen door de Britten.

Haider Ali was daarna wegens de aanhoudende regens gedwongen zich terug te trekken. De Britten maakten hiervan gebruik door een leger richting Haiderabad te sturen, de onbeschermde hoofdstad van de nizam. In februari 1768 werd de nizam daardoor gedwongen de strijd op te geven en opnieuw een verdrag met de Britten aan te gaan, dit maal met ongunstigere voorwaarden. In ruil voor Britse erkenning van de nizam als subahdar ("onderkoning") van de Dekan, erkende de nizam het Britse bestuur over de Carnatic, de noordelijke Circars en Balaghat. Voor het bestuur over de noordelijke Circars waren de Britten nog steeds verplicht een jaarlijkse schatting te betalen.
Zodra het droge seizoen was aangebroken ging Haider Ali opnieuw in de aanval. Hij heroverde de forten die hij enkele maanden eerder aan de Britten had moeten prijsgeven. Opnieuw kwamen de troepen van Mysore tot in Madras en ook de noordelijke Circars werden bedreigd. De Britten waren gedwongen tot onderhandelingen. Op 4 april 1769 werd een vredesverdrag gesloten. Haider Ali kreeg zijn bondgenootschap met de Britten in ruil voor de teruggave van door hem ingenomen gebieden.

## Gevolgen
Toen het nieuws van het verloop van de oorlog Europa bereikte veroorzaakte dit opschudding. Het was sinds Childs Oorlog tegen de Mogols (1686-1690) niet voorgekomen dat een inheemse vorst de strijdkrachten van de East India Company de baas was. De aandelen van de East India Company kelderden onmiddellijk toen het nieuws over de oorlog Groot-Brittannië bereikte. De situatie bracht de Company in de jaren rond 1770 aan de rand van een bankroet. Uiteindelijk zou de Britse regering in Londen ingrijpen en door middel van de Regulating Acts (1773 en 1784) de Company onder staatscontrole stellen.
Bij de in 1769 gesloten vrede gaf Haider Ali het veroverde gebied terug in ruil voor de Britse toezegging tot steun wanneer de sultan door een derde partij zou worden aangevallen. Haider Ali had goede verwachtingen van dit bondgenootschap. Toen Mysore in 1770-1771 door de Maratha's werd aangevallen en Haiders hoofdstad Srirangapatna belegerd werd, reageerden de Britten echter niet op Haiders roep om hulp. De Maratha's werden uiteindelijk verdreven, maar zowel Haider als zijn zoon en latere opvolger Tipu Sultan namen het uitblijven van Britse steun bijzonder kwalijk op. Vanaf dat moment was de vernietiging van de Britse macht in India Haiders doel. Tot 1779 was Haider in oorlog met de Maratha's, zodat het tot 1780 duurde voor hij de Britten aan kon vallen. Dit betekende het begin van de Tweede Oorlog tussen Mysore en de Britten (1780-1784).